# Piculus aurulentus
Piculus aurulentus là một loài chim trong họ Picidae.